# Ehcache
EhcacheはオープンソースのJakarta EEや軽量コンテナ等で広く使われているキャッシュ機構である。メモリとディスクストレージ、レプリケーション、リスナ、キャッシュローダー、キャッシュ拡張、キャッシュ例外ハンドラ、gzipキャッシュサーブレットフィルタ、RESTとSOAPのAPIといった機能を持つ。EhcacheはApache Licenseで利用できる。
Ehcacheは2003年にGreg Luckにより開発された。2009年、プロジェクトはTerracotta, Inc.により買収された。ソフトウェア自体は、引き続きオープンソースとされている。2011年3月、ウィキメディア財団は、EhcacheをWikiプロジェクトのパフォーマンス改善に使用すると公表した。